# Heike Friesel-Wark
Heike Friesel-Wark (* im 20. Jahrhundert) ist eine deutsche Sozialarbeiterin, Suchttherapeutin und seit 2022 Professorin für Soziale Arbeit an der Fliedner Fachhochschule Düsseldorf.

## Leben
Friesel-Wark studierte Soziale Arbeit und absolvierte eine Weiterbildung als Suchttherapeutin. Nach einem Aufbaustudium Master of Science in Addiction  Prevention  and  Treatment, langjähriger Tätigkeit für das Gesundheitsamt Düsseldorf und einem berufsbegleitenden Studium in Supervision wechselte sie als wissenschaftliche Mitarbeiterin an die Universität Bielefeld. Dort promovierte sie 2021 in Erziehungswissenschaften bei Katharina Gröning und Holger Ziegler. Im Folgejahr erhielt sie einen Ruf an die Fliedner Fachhochschule in Düsseldorf.
Friesel-Wark ist verheiratet.

## Schriften (Auswahl)
- Mitherausgeberin der Onlinezeitschrift Forum Supervision
- Die Dimension des Körpers im Kontext Sozialer Arbeit in der Psychiatrie. Eine rekonstruktive Studie zum Umgang mit dem Klienten-Körper. Dissertation Universität Bielefeld, Weinheim: Beltz (Edition Soziale Arbeit), 2022

## Auszeichnungen
- 2022: Forschungspreis der Deutschen Gesellschaft für Soziale Psychiatrie e.V. (DGSP)